# Ride (film 2018 Rondinelli)
Ride è un film italiano del 2018 diretto da Jacopo Rondinelli.

## Trama
Kyle e Max sono due rider acrobatici e praticanti di sport estremi che realizzano insieme le loro imprese filmandosi a vicenda. Max però sperpera i suoi soldi nel gioco d'azzardo ed è pieno di debiti, mentre Kyle ha una famiglia e una ragazza stanca di vederlo rischiare la vita negli sport estremi. I due un giorno ricevono un messaggio da un'organizzazione chiamata Black Babylon, che gli propone una gara di downhill in un luogo imprecisato e con in palio 250.000 dollari. I due ragazzi accettano senza esitazione, per poi scoprire tuttavia di doversi spingere oltre i limiti delle loro possibilità fisiche e psicologiche. La gara
diventa così una sfida per la sopravvivenza tra trappole e filmati, che rivelano progressivamente il passato dei due.

## Distribuzione
Il film è uscito nelle sale italiane il 6 settembre 2018.

## Altri media
Due giorni prima dell'uscita del film, Mondadori ha pubblicato il romanzo Ride. Il gioco del custode, tratto dal film e scritto da Adriano Barone. In concomitanza con l'uscita del film, La Gazzetta dello Sport ha pubblicato il fumetto Ride. Level 0 scritto sempre da Adriano Barone, questa volta insieme allo sceneggiatore del film Fabio Guaglione. Il fumetto è stato pubblicato con cinque copertine diverse, ad opera di Emanuela Lupacchino, Giacomo Bevilacqua, Giuseppe Camuncoli, Matteo Lolli e Marco Mastrazzo. Nel 2019 viene pubblicato il gioco di carte Ride. Gioca o muori, mentre nel 2021 esce il librogame Ride Infinity di Fabio Guaglione e Luca Mazzocco.

## Accoglienza
Il film riceve recensioni favorevoli dalla critica cinematografica. Assegando 3,5 voti su 5 nel sito Coming Soon e 4 voti su 5 nel sito Movieplayer. Il critico cinematografico Gianni Canova, parlando di Ride sul sito WeLoveCinema, scrive: "c'è più sperimentazione e ricerca qui che in tutto il cinema italiano visto a Venezia" e lo definisce "un piccolo miracolo di audacia, spregiudicatezza e passione", mentre per Il Messaggero è "il futuro della settima arte"